# 1115 Sabauda
1115 Sabauda este un asteroid din centura principală, descoperit pe 13 decembrie 1928, de Luigi Volta.